# Taça de Portugal de 2017–18
A Taça de Portugal de 2017–18 (conhecida por Taça de Portugal Placard de 2017-18 por motivos de patrocínio) foi a 78ª edição da Taça de Portugal. Foi disputada por 112 equipas dos 3 campeonatos nacionais, mais 41 representantes dos Campeonatos Distritais.
A final foi disputada a 20 de maio de 2018, no Estádio Nacional, onde o Desportivo das Aves bateu o Sporting por 2–1, conquistando o seu 1.º título na prova.

## Formato
Esta edição da taça de portugal segue o mesmo formato que a anterior, sendo constituída por 7 eliminatórias e uma final. As 6 equipas "B" (1 no Campeonato de Portugal, 5 na Segunda Liga) não podem participar nesta competição.
Na 1ª eliminatória participam 79 equipas do Campeonato de Portugal, assim como 41 equipas distritais. Na 2ª eliminatória, juntam-se aos 60 vencedores da 1ª eliminatória 17 equipas repescadas e 15 equipas da Segunda Liga. Na 3ª eliminatória entram os clubes da Primeira Liga.
Todas as eliminatórias são disputadas numa só mão com exceção das meias-finais, que são disputadas a duas mãos, sempre com recurso a prolongamento e grandes penalidades, caso o sejam necessários para desempate. Na 2ª eliminatória as equipas da Segunda Liga não se podem defrontar e jogam sempre na qualidade de visitante, sendo que o mesmo se aplica para as equipas da Primeira Liga, na 3ª eliminatória. A final é disputada num estádio definido pela FPF, tradicionalmente o Estádio Nacional do Jamor.
| Eliminatória     | Equipas ainda em prova | Participam nesta eliminatória | Vencedores da eliminatória anterior | Novas entradas | Liga                                                    |
| ---------------- | ---------------------- | ----------------------------- | ----------------------------------- | -------------- | ------------------------------------------------------- |
| 1ª Eliminatória  | 153                    | 120                           | -                                   | 120            | Campeonato de Portugal 41 representantes dos Distritais |
| 2ª Eliminatória  | 110                    | 92                            | 60+17                               | 15             | Segunda Liga                                            |
| 3ª Eliminatória  | 64                     | 64                            | 46                                  | 18             | Primeira Liga                                           |
| 4ª Eliminatória  | 32                     | 32                            | 32                                  | -              | -                                                       |
| Oitavos-de-Final | 16                     | 16                            | 16                                  | -              | -                                                       |
| Quartos-de-Final | 8                      | 8                             | 8                                   | -              | -                                                       |
| Meias-Finais     | 4                      | 4                             | 4                                   | -              | -                                                       |
| Final            | 2                      | 2                             | 2                                   | -              | -                                                       |

## Participantes
| - Aves - Belenenses - Benfica - Boavista - Braga - Chaves | - Estoril Praia - Feirense - Marítimo - Moreirense - Paços de Ferreira - Portimonense | - Porto - Rio Ave - Sporting - Tondela - Vitória de Guimarães - Vitória de Setúbal |

| - Académica de Coimbra - Académico de Viseu - Arouca - Cova da Piedade - Covilhã | - Famalicão - Gil Vicente - Leixões - Nacional - UD Oliveirense | - Penafiel - Real - Santa Clara - U. Madeira - Varzim |

| Série A (16 equipas) - Arões - Atlético dos Arcos - Bragança - Câmara de Lobos - Fafe - Merelinense - Minas de Argozelo - Mirandela - Mondinense - Montalegre - AD Oliveirense - Pedras Salgadas - S. Martinho - Torcatense - Vilaverdense - Vizela | Série B (16 equipas) - Aliança de Gandra - Amarante - Camacha - Canelas 2010 - Cesarense - Cinfães - Coimbrões - Espinho - Felgueiras 1932 - Freamunde - Gondomar - Pedras Rubras - Salgueiros - Sanjoanense - Sousense - Trofense | Série C (15 equipas) - Águeda - Águias do Moradal - Anadia - Benfica Castelo Branco - Ferreira de Aves - Fornos de Algodres - Gafanha - U. Leiria - Lusitano Vildemoinhos - Marinhense - Mortágua - Nogueirense - Oleiros - Sertanense - Sourense |
| Série D (16 equipas) - 1º Dezembro - Alcanenense - Caldas - Coruchense - Elétrico - Fátima - Guadalupe - Loures - Lusitânia - Mafra - Pêro Pinheiro - Praiense - Sacavenense - Sintrense - Torreense - Vilafranquense                               | Série E (16 equipas) - Almancilense - Armacenenses - Casa Pia - Castrense - Estrela - Farense - Ideal - Louletano - Lusitano VRSA - Moncarapachense - Montijo - Moura - Olhanense - Operário - Oriental - Pinhalnovense            | |

| A.F. Algarve - (FV)Quarteirense - (3º)Ferreiras          | A.F. Angra Heroísmo                             | A.F. Aveiro - (VT)Esmoriz - (2º)Lamas             |
| A.F. Beja - (FV)Almodôvar - (2º)Vasco da Gama Vidigueira | A.F. Braga - (VT)Esposende - (2º)Maria da Fonte | A.F. Bragança - (VT)Sendim - (2º)Águia Vimioso    |
| A.F. Castelo Branco - (VT)Idanhense - (2º)Alcains        | A.F. Coimbra - (VT)Tocha - (2º)Condeixa         | A.F. Évora - (VT)Lusitano Évora - (2º)Canaviais   |
| A.F. Guarda - (FV)Figueirense - (2º)Sabugal              | A.F. Horta - Flamengos - Vitória do Pico        | A.F. Leiria - (VT)Pombal - (2º)Leiria e Marrazes  |
| A.F. Lisboa - (VT)Lourinhanense - (2º)Alta de Lisboa     | A.F. Madeira - Machico                          | A.F. Ponta Delgada - Rabo de Peixe - Vale Formoso |
| A.F. Portalegre - (FV)Crato - (2º)Mosteirense            | A.F. Porto - (FV)Paredes - (3º)Rio Tinto        | A.F. Santarém - (VT)Mação - (2º)Riachense         |
| A.F. Setúbal - (FV)Charneca da Caparica - (2º)Amora      | A.F. Viana Castelo - (VT)Monção - (2º)Cerveira  | A.F. Vila Real - (FV)Régua - (2º)Vila Real        |
| A.F. Viseu - (VT)Lamego - (2º)Resende                    |                                                 |                                                   |

## Calendário
O calendário da Taça de Portugal 2017/18 foi publicado pela FPF a 28 de abril, juntamente com o calendário para os jogos da Supertaça e Campeonato de Portugal.
| Eliminatória     | Data do sorteio        | Data dos jogos                                                   | Número de jogos | Equipas   | Prémios de Participação                          |
| ---------------- | ---------------------- | ---------------------------------------------------------------- | --------------- | --------- | ------------------------------------------------ |
| 1ª Eliminatória  | 9 de agosto de 2017    | 2-3 de setembro de 2017                                          | 60              | 157 → 110 | 2.000€                                           |
| 2ª Eliminatória  | 11 de setembro de 2017 | 23-24 de setembro de 2017                                        | 46              | 110 → 64  | 3.000€                                           |
| 3ª Eliminatória  | 28 de setembro de 2017 | 12-15 de outubro de 2017                                         | 32              | 64 → 32   | 4.000€                                           |
| 4ª Eliminatória  | 19 de outubro de 2017  | 16-19 de novembro de 2017                                        | 16              | 32 → 16   | 5.000€                                           |
| Oitavos-de-Final | 22 de novembro de 2017 | 6, 13-14, 30 de dezembro de 2017                                 | 8               | 16 → 8    | 7.500€                                           |
| Quartos-de-Final | 18 de dezembro de 2017 | 10-11 de janeiro de 2018                                         | 4               | 8 → 4     | 10.000€                                          |
| Meias-Finais     | 18 de dezembro de 2017 | 7, 28 de fevereiro de 2018 (1ª mão) 18 de abril de 2018 (2ª mão) | 4               | 4 → 2     | 15.000€                                          |
| Final            | -                      | 20 de maio                                                       | 1               | 2 → 1     | 150.000€ (finalista vencido) 300.000€ (vencedor) |

## 1ª Eliminatória
Na 1ª Eliminatória, participam 120 equipas (41 distritais e 79 do Campeonato de Portugal), encontrando-se divididas por 8 séries, de A a H, de acordo com localização geográfica, em que cada equipa só pode defrontar outras equipas da mesma série. Os jogos foram sorteados a 9 de agosto de 2017 e disputados a 2 e 3 de setembro de 2017.
| I Liga  | II Liga | CP      | Distritais | Total     |
| ------- | ------- | ------- | ---------- | --------- |
| 18 / 18 | 15 / 15 | 79 / 79 | 41 / 41    | 153 / 153 |

| Dia do jogo   | Visitado               | Div | Res            | Div | Visitante                | Série |
| ------------- | ---------------------- | --- | -------------- | --- | ------------------------ | ----- |
| 3 de setembro | Águia Vimioso          | D   | 1–0            | D   | Monção                   | A     |
| 3 de setembro | Pedras Salgadas        | CP  | 2–0            | CP  | Montalegre               | A     |
| 3 de setembro | Merelinense            | CP  | 3–1 (a.p.)     | D   | Cerveira                 | A     |
| 3 de setembro | Atlético dos Arcos     | CP  | 3–5            | CP  | Minas de Argozelo        | A     |
| 3 de setembro | Vilaverdense           | CP  | 2–0            | CP  | Bragança                 | A     |
| 3 de setembro | Maria da Fonte         | D   | 1–1 (4-3 g.p.) | CP  | Mirandela                | A     |
| 3 de setembro | Esposende              | D   | 1–2 (a.p.)     | CP  | Torcatense               | A     |
| 3 de setembro | Trofense               | CP  | 1–0            | CP  | Arões                    | B     |
| 3 de setembro | Pedras Rubras          | CP  | 3–1            | CP  | Camacha                  | B     |
| 3 de setembro | Câmara de Lobos        | CP  | 0–2            | CP  | Freamunde                | B     |
| 3 de setembro | S. Martinho            | CP  | 2–1 (a.p.)     | D   | Vila Real                | B     |
| 3 de setembro | Fafe                   | CP  | 0–1 (a.p.)     | CP  | Amarante                 | B     |
| 3 de setembro | Vizela                 | CP  | 3–0 (a.p.)     | CP  | Mondinense               | B     |
| 3 de setembro | Sendim                 | D   | 0–5            | CP  | AD Oliveirense           | B     |
| 3 de setembro | Felgueiras 1932        | CP  | 4–0            | D   | Machico                  | B     |
| 3 de setembro | Espinho                | CP  | 0–0 (4-3 g.p.) | CP  | Aliança de Gandra        | C     |
| 3 de setembro | Régua                  | D   | 1–3            | CP  | Gondomar                 | C     |
| 3 de setembro | Sousense               | CP  | 2–0            | D   | Paredes                  | C     |
| 3 de setembro | Canelas 2010           | CP  | 3–2            | D   | Lamas                    | C     |
| 3 de setembro | Coimbrões              | CP  | 1–0            | D   | Rio Tinto                | C     |
| 3 de setembro | Cinfães                | CP  | 2–2 (4-5 g.p.) | CP  | Salgueiros               | C     |
| 3 de setembro | Resende                | D   | 1–0            | D   | Lamego                   | C     |
| 3 de setembro | Ferreira de Aves       | CP  | 0–1            | CP  | Cesarense                | D     |
| 3 de setembro | Figueirense            | D   | 1–5            | CP  | Mortágua                 | D     |
| 3 de setembro | Anadia                 | CP  | 1–0            | CP  | Águeda                   | D     |
| 3 de setembro | Lusitano Vildemoinhos  | CP  | 4–1            | CP  | Fornos de Algodres       | D     |
| 3 de setembro | Nogueirense            | CP  | 0–1            | CP  | Gafanha                  | D     |
| 3 de setembro | Tocha                  | D   | 1–2            | D   | Esmoriz                  | D     |
| 3 de setembro | Sanjoanense            | CP  | 3–2            | D   | Sabugal                  | D     |
| 3 de setembro | Riachense              | D   | 0–2            | D   | Idanhense                | E     |
| 3 de setembro | U. Leiria              | CP  | 3–0            | CP  | Sourense                 | E     |
| 3 de setembro | Condeixa               | D   | 3–0            | D   | Pombal                   | E     |
| 3 de setembro | Alcanenense            | CP  | 0–0 (4-5 g.p.) | CP  | Oleiros                  | E     |
| 3 de setembro | Alcains                | D   | 1–2            | CP  | Águias do Moradal        | E     |
| 3 de setembro | Benfica Castelo Branco | CP  | 5–1            | D   | Leiria e Marrazes        | E     |
| 3 de setembro | Fátima                 | CP  | 4–0            | D   | Mação                    | E     |
| 3 de setembro | Sertanense             | CP  | 0–2            | CP  | Marinhense               | E     |
| 3 de setembro | Sacavenense            | CP  | 2–0            | CP  | 1º Dezembro              | F     |
| 3 de setembro | Pêro Pinheiro          | CP  | 5–2            | CP  | Coruchense               | F     |
| 3 de setembro | Crato                  | D   | 1–2            | CP  | Sintrense                | F     |
| 3 de setembro | Mosteirense            | D   | 0–3            | CP  | Elétrico                 | F     |
| 3 de setembro | Lourinhanense          | D   | 0–2            | CP  | Caldas                   | F     |
| 3 de setembro | Torreense              | CP  | 2–1            | CP  | Loures                   | F     |
| 3 de setembro | Vilafranquense         | CP  | 1–2            | CP  | Mafra                    | F     |
| 2 de setembro | Vitória do Pico        | D   | 0–3            | D   | Amora                    | G     |
| 3 de setembro | Casa Pia               | CP  | 2–0            | CP  | Pinhalnovense            | G     |
| 3 de setembro | Praiense               | CP  | 4–1            | D   | Vale Formoso             | G     |
| 3 de setembro | Charneca da Caparica   | D   | 0–2            | CP  | Operário                 | G     |
| 3 de setembro | Montijo                | CP  | 3–0            | CP  | Lusitânia                | G     |
| 3 de setembro | Canaviais              | D   | 1–4            | CP  | Guadalupe                | G     |
| 3 de setembro | Rabo de Peixe          | D   | 0–3            | CP  | Ideal                    | G     |
| 3 de setembro | Alta de Lisboa         | D   | 4–0            | D   | Flamengos                | G     |
| 3 de setembro | Louletano              | CP  | 1–1 (4-2 g.p.) | CP  | Castrense                | H     |
| 3 de setembro | Oriental               | CP  | 1–2            | CP  | Lusitano VRSA            | H     |
| 3 de setembro | Armacenenses           | CP  | 0–1            | CP  | Moncarapachense          | H     |
| 3 de setembro | Ferreiras              | D   | 2–5            | CP  | Moura                    | H     |
| 3 de setembro | Olhanense              | CP  | 3–1            | CP  | Almancilense             | H     |
| 3 de setembro | Lusitano Évora         | D   | 3–1            | D   | Vasco da Gama Vidigueira | H     |
| 3 de setembro | Farense                | CP  | 7–1            | CP  | Estrela                  | H     |
| 3 de setembro | Almodôvar              | D   | 5–2            | D   | Quarteirense             | H     |

a.p. - após prolongamento; g.p. - grandes penalidades; negrito - vencedor da eliminatória

## 2ª Eliminatória
Na primeira eliminatória participam 92 equipas (60 vencedores da 1ª eliminatória, 17 repescados da mesma e 15 equipas da segunda liga). Antes do sorteio dos jogos desta eliminatória, são sorteadas as 17 equipas repescadas. Nesta eliminatória, todas as equipas da segunda liga jogam na qualidade de visitante.
Repescados
As seguintes 17 equipas foram repescadas, através de um sorteio de entre as 60 equipas derrotadas na eliminatória anterior.
| - UD Vilafranquense (CP) - Clube Oriental Lisboa (CP) - SC Mirandela (CP) - GD Sourense (CP) - Sertanense FC (CP) - GD Bragança (CP) | - Mondinense FC (CP) - CD Pinhalnovense (CP) - GD Coruchense (CP) - SC Leiria e Marrazes (D) - GD Recreativo Canaviais (D) - SC Lourinhanense (D) | - SC Lamego (D) - CD Alcains (D) - FC Crato (D) - SC Vila Real (D) - CF Vasco da Gama (Beja) (D) |

| I Liga  | II Liga | CP      | Distritais | Total     |
| ------- | ------- | ------- | ---------- | --------- |
| 18 / 18 | 15 / 15 | 59 / 79 | 18 / 41    | 110 / 153 |

| Dia do jogo    | Visitado               | Div | Res            | Div | Visitante                |
| -------------- | ---------------------- | --- | -------------- | --- | ------------------------ |
| 23 de setembro | Gondomar               | CP  | 0–1            | II  | Santa Clara              |
| 23 de setembro | Mirandela              | CP  | 1–2            | II  | Académica de Coimbra     |
| 23 de setembro | Ideal                  | CP  | 1–0            | D   | Almodôvar                |
| 24 de setembro | Minas de Argozelo      | CP  | 0–4            | II  | Cova da Piedade          |
| 24 de setembro | Vilafranquense         | CP  | 1–0            | II  | Penafiel                 |
| 24 de setembro | Condeixa               | D   | 1–3            | II  | Nacional                 |
| 24 de setembro | Coimbrões              | CP  | 1–3            | II  | Famalicão                |
| 24 de setembro | Vila Real              | D   | 1–0            | II  | UD Oliveirense           |
| 24 de setembro | Amarante               | CP  | 1–0            | II  | Varzim                   |
| 24 de setembro | Vizela                 | CP  | 2–1            | II  | Covilhã                  |
| 24 de setembro | Lusitano Vildemoinhos  | CP  | 0–1            | II  | Académico de Viseu       |
| 24 de setembro | Moura                  | CP  | 1–0            | II  | Gil Vicente              |
| 24 de setembro | Merelinense            | CP  | 3–1            | II  | Real                     |
| 24 de setembro | Sourense               | CP  | 0–2 (a.p.)     | II  | Leixões                  |
| 24 de setembro | Sertanense             | CP  | 0–2            | II  | U. Madeira               |
| 24 de setembro | Sacavenense            | CP  | 0–1            | II  | Arouca                   |
| 24 de setembro | Águia Vimioso          | D   | 2–3            | D   | Vasco da Gama Vidigueira |
| 24 de setembro | Caldas                 | CP  | 1–0            | CP  | Montijo                  |
| 24 de setembro | Pedras Rubras          | CP  | 0–4            | CP  | Anadia                   |
| 24 de setembro | Idanhense              | D   | 0–4            | CP  | S. Martinho              |
| 24 de setembro | Torcatense             | CP  | 2–0            | CP  | Lusitano VRSA            |
| 24 de setembro | Felgueiras 1932        | CP  | 2–1            | CP  | Pedras Salgadas          |
| 24 de setembro | Cesarense              | CP  | 3–2            | CP  | Águias do Moradal        |
| 24 de setembro | Espinho                | CP  | 1–0            | CP  | Moncarapachense          |
| 24 de setembro | Benfica Castelo Branco | CP  | 0–2            | CP  | U. Leiria                |
| 24 de setembro | Trofense               | CP  | 0–1            | CP  | Sintrense                |
| 24 de setembro | Freamunde              | CP  | 4–2            | D   | Maria da Fonte           |
| 24 de setembro | Sanjoanense            | CP  | 3–0            | D   | Crato                    |
| 24 de setembro | Canelas 2010           | CP  | 3–0            | D   | Resende                  |
| 24 de setembro | Pinhalnovense          | CP  | 4–0            | D   | Leiria e Marrazes        |
| 24 de setembro | Fátima                 | CP  | 4–2 (a.p.)     | CP  | Elétrico                 |
| 24 de setembro | Casa Pia               | CP  | 5–0            | D   | Canaviais                |
| 24 de setembro | Mortágua               | CP  | 0–2            | CP  | Torreense                |
| 24 de setembro | Lusitano Évora         | D   | 4–1            | CP  | Pêro Pinheiro            |
| 24 de setembro | Oleiros                | CP  | 3–0            | CP  | Sousense                 |
| 24 de setembro | Lourinhanense          | D   | 2–3            | CP  | Gafanha                  |
| 24 de setembro | Olhanense              | CP  | 4–1            | D   | Lamego                   |
| 24 de setembro | Amora                  | D   | 2–3            | CP  | Farense                  |
| 24 de setembro | Alta de Lisboa         | D   | 3–2            | CP  | Salgueiros               |
| 24 de setembro | Coruchense             | CP  | 5–2            | CP  | Mondinense               |
| 24 de setembro | Esmoriz                | D   | 0–1            | CP  | Vilaverdense             |
| 24 de setembro | AD Oliveirense         | CP  | 2–1            | CP  | Mafra                    |
| 24 de setembro | Bragança               | CP  | 1–1 (3-4 g.p.) | D   | Alcains                  |
| 24 de setembro | Praiense               | CP  | 2–0            | CP  | Louletano                |
| 24 de setembro | Marinhense             | CP  | 0–1            | CP  | Oriental                 |
| 24 de setembro | Guadalupe              | CP  | 2–3            | CP  | Operário                 |

a.p. - após prolongamento; g.p. - grandes penalidades; negrito - vencedor da eliminatória

## 3ª Eliminatória
Um total de 64 equipas participaram nesta eliminatória, que incluiu os 46 vencedores da eliminatória anterior e as 18 equipas que competem na Primeira Liga de 2017–18 (I). O sorteio realizou-se a 28 de setembro de 2017. Os jogos foram disputados entre 12 e 15 de outubro de 2017. À semelhança do que ocorreu com as equipas de Segunda Liga na eliminatória anterior, as equipas da Primeira Liga disputaram as suas partidas como visitantes contra equipas de divisões inferiores.
Quatro jogos desta eliminatória (Oleiros-Sporting; Lusitano Évora-Porto; Olhanense-Benfica; Académica de Coimbra-Paços de Ferreira) foram transmitidos em direto na televisão pela SportTV. Cada clube envolvido nestes quatro jogos recebeu uma verba de 25.000€ referente às transmissões televisivas.
| I Liga  | II Liga | CP      | Distritais | Total    |
| ------- | ------- | ------- | ---------- | -------- |
| 18 / 18 | 9 / 15  | 32 / 79 | 5 / 41     | 64 / 153 |

| Dia do jogo   | Visitado                 | Div | Res            | Div | Visitante            |
| ------------- | ------------------------ | --- | -------------- | --- | -------------------- |
| 12 de outubro | Oleiros                  | CP  | 2–4            | I   | Sporting             |
| 13 de outubro | Lusitano Évora           | D   | 0–6            | I   | Porto                |
| 14 de outubro | Torcatense               | CP  | 0–1            | I   | Marítimo             |
| 14 de outubro | Vasco da Gama Vidigueira | D   | 1–6            | I   | Vitória de Guimarães |
| 14 de outubro | Cova da Piedade          | II  | 1–1 (4-3 g.p.) | CP  | Anadia               |
| 14 de outubro | S. Martinho              | CP  | 2–3            | I   | Braga                |
| 14 de outubro | Académico de Viseu       | II  | 0–0 (3-4 g.p.) | I   | Feirense             |
| 14 de outubro | Olhanense                | CP  | 0–1            | I   | Benfica              |
| 15 de outubro | Operário                 | CP  | 2–4            | CP  | Felgueiras 1932      |
| 15 de outubro | Moura                    | CP  | 0–0 (6-7 g.p.) | I   | Portimonense         |
| 15 de outubro | Sanjoanense              | CP  | 0–4            | I   | Rio Ave              |
| 15 de outubro | Vilaverdense             | CP  | 1–0            | I   | Boavista             |
| 15 de outubro | Farense                  | CP  | 1–0            | I   | Estoril Praia        |
| 15 de outubro | Vila Real                | D   | 0–1            | I   | Aves                 |
| 15 de outubro | Canelas 2010             | CP  | 1–3            | I   | Moreirense           |
| 15 de outubro | Fátima                   | CP  | 0–3            | I   | Chaves               |
| 15 de outubro | Leixões                  | II  | 3–2 (a.p.)     | I   | Tondela              |
| 15 de outubro | Pinhalnovense            | CP  | 1–2 (a.p.)     | I   | Vitória de Setúbal   |
| 15 de outubro | U. Madeira               | II  | 3–2            | CP  | Oriental             |
| 15 de outubro | Vilafranquense           | CP  | 2–1 (a.p.)     | CP  | Casa Pia             |
| 15 de outubro | Alta de Lisboa           | D   | 0–2            | II  | Famalicão            |
| 15 de outubro | Gafanha                  | CP  | 0–0 (3-4 g.p.) | CP  | Freamunde            |
| 15 de outubro | Arouca                   | II  | 3–0            | CP  | Coruchense           |
| 15 de outubro | AD Oliveirense           | CP  | 0–0 (5-4 g.p.) | CP  | Torreense            |
| 15 de outubro | U. Leiria                | CP  | 2–0            | CP  | Espinho              |
| 15 de outubro | Cesarense                | CP  | 1–2            | CP  | Caldas               |
| 15 de outubro | Vizela                   | CP  | 3–1            | CP  | Sintrense            |
| 15 de outubro | Nacional                 | II  | 4–2            | CP  | Merelinense          |
| 15 de outubro | Amarante                 | CP  | 1–1 (4-5 g.p.) | CP  | Ideal                |
| 15 de outubro | Santa Clara              | II  | 2–1            | I   | Belenenses           |
| 15 de outubro | Praiense                 | CP  | 4–1            | D   | Alcains              |
| 15 de outubro | Académica de Coimbra     | II  | 2–1 (a.p.)     | I   | Paços de Ferreira    |

a.p. - após prolongamento; g.p. - grandes penalidades; negrito - vencedor da eliminatória

## 4ª Eliminatória
Participaram nesta eliminatória as 32 equipas apuradas da eliminatória anterior. O sorteio teve lugar no dia 19 de outubro de 2017, sem qualquer restrição. Os jogos foram disputados entre 16 e 19 de novembro de 2017.
Cinco jogos desta eliminatória (Sporting-Famalicão; Porto-Portimonense; Benfica-Vitória de Setúbal; Rio Ave-Braga; Vitória de Guimarães-Feirense) foram transmitidos em direto na televisão pela SportTV. Cada clube envolvido nestes cinco jogos recebeu uma verba de 37.500€ referente às transmissões televisivas.
| I Liga  | II Liga | CP      | Distritais | Total    |
| ------- | ------- | ------- | ---------- | -------- |
| 13 / 18 | 8 / 15  | 11 / 79 | 0 / 41     | 32 / 153 |

| Dia do jogo    | Visitado             | Div | Res            | Div | Visitante          |
| -------------- | -------------------- | --- | -------------- | --- | ------------------ |
| 16 de novembro | Sporting             | I   | 2–0            | II  | Famalicão          |
| 17 de novembro | Porto                | I   | 3–2            | I   | Portimonense       |
| 18 de novembro | Benfica              | I   | 2–0            | I   | Vitória de Setúbal |
| 18 de novembro | Rio Ave              | I   | 1–0            | I   | Braga              |
| 19 de novembro | AD Oliveirense       | CP  | 2–3 (a.p.)     | I   | Marítimo           |
| 19 de novembro | U. Leiria            | CP  | 0–3            | I   | Aves               |
| 19 de novembro | Académica de Coimbra | II  | 1–0            | II  | Nacional           |
| 19 de novembro | U. Madeira           | II  | 4–2            | CP  | Freamunde          |
| 19 de novembro | Vizela               | CP  | 2–2 (2-4 g.p.) | CP  | Vilaverdense       |
| 19 de novembro | Caldas               | CP  | 1–1 (3-1 g.p.) | II  | Arouca             |
| 19 de novembro | Farense              | CP  | 2–1            | II  | Leixões            |
| 19 de novembro | Moreirense           | I   | 5–2            | CP  | Felgueiras 1932    |
| 19 de novembro | Santa Clara          | II  | 2–0            | I   | Chaves             |
| 19 de novembro | Ideal                | CP  | 1–4            | II  | Cova da Piedade    |
| 19 de novembro | Praiense             | CP  | 3–2 (a.p)      | CP  | Vilafranquense     |
| 19 de novembro | Vitória de Guimarães | I   | 2–1            | I   | Feirense           |

a.p. - após prolongamento; g.p. - grandes penalidades; negrito - vencedor da eliminatória

## Oitavos-de-Final
Participaram nesta eliminatória as 16 equipas apuradas da eliminatória anterior. O sorteio teve lugar no dia 22 de novembro de 2017, sem qualquer restrição. Os jogos serão disputados a 6 de dezembro de 2017, entre 13 e 14 de dezembro de 2017 e a 30 de dezembro de 2017.
Três jogos desta eliminatória (Sporting-Vilaverdense; Rio Ave-Benfica; Porto-Vitória de Guimarães) foram transmitidos em direto na televisão pela SportTV. Cada clube envolvido nestes três jogos recebe uma verba de 50.000€ referente às transmissões televisivas.
| I Liga | II Liga | CP     | Distritais | Total    |
| ------ | ------- | ------ | ---------- | -------- |
| 8 / 18 | 4 / 15  | 4 / 79 | 0 / 41     | 16 / 153 |

| Dia do jogo    | Visitado   | Div | Res            | Div | Visitante            |
| -------------- | ---------- | --- | -------------- | --- | -------------------- |
| 6 de dezembro  | Marítimo   | I   | 0–0 (2-4 g.p.) | II  | Cova da Piedade      |
| 13 de dezembro | U. Madeira | II  | 1–5            | I   | Aves                 |
| 13 de dezembro | Moreirense | I   | 2–2 (6-5 g.p.) | II  | Santa Clara          |
| 13 de dezembro | Praiense   | CP  | 0–1            | CP  | Farense              |
| 13 de dezembro | Sporting   | I   | 4–0            | CP  | Vilaverdense         |
| 13 de dezembro | Rio Ave    | I   | 3–2 (a.p.)     | I   | Benfica              |
| 14 de dezembro | Porto      | I   | 4–0            | I   | Vitória de Guimarães |
| 30 de dezembro | Caldas     | CP  | 1–1 (4-2 g.p)  | II  | Académica de Coimbra |

a.p. - após prolongamento; g.p. - grandes penalidades; negrito - vencedor da eliminatória

## Quartos-de-Final
Participaram nesta eliminatória as 8 equipas apuradas da eliminatória anterior. O sorteio teve lugar no dia 18 de dezembro de 2017, sem qualquer restrição. Os jogos foram disputados entre 10 e 11 de janeiro de 2018.
Três jogos desta eliminatória (Rio Ave-Aves; Cova da Piedade-Sporting; Moreirense-Porto) foram transmitidos em direto na televisão pela SportTV. Cada clube envolvido nestes três jogos recebeu uma verba de 62.500€ referente às transmissões televisivas.
| I Liga | II Liga | CP     | Distritais | Total   |
| ------ | ------- | ------ | ---------- | ------- |
| 5 / 18 | 1 / 15  | 2 / 79 | 0 / 41     | 8 / 153 |

| Dia do jogo   | Visitado        | Div | Res            | Div | Visitante |
| ------------- | --------------- | --- | -------------- | --- | --------- |
| 10 de janeiro | Caldas          | CP  | 3–2 (a.p.)     | CP  | Farense   |
| 10 de janeiro | Rio Ave         | I   | 4–4 (4-5 g.p.) | I   | Aves      |
| 10 de janeiro | Cova da Piedade | II  | 1–2            | I   | Sporting  |
| 11 de janeiro | Moreirense      | I   | 1–2            | I   | Porto     |

a.p. - após prolongamento; g.p. - grandes penalidades; negrito - vencedor da eliminatória

## Fase Final
|  | Meias Finais | Meias Finais | Meias Finais | Meias Finais |   |       | Final | Final |
|  |              |              |              |              |   |       |       |       |
|  | Aves         | 1            | 2            | 3            |   |       |       |       |
|  | Caldas       | 0            | 1            | 1            |   |       |       |       |
|  | Caldas       | 0            | 1            | 1            |   | Aves  | 2     |       |
|  |              |              |              |              |   | Aves  | 2     |       |
|  |              | Sporting     | 1            |              |   |       |       |       |
|  | Porto        | Sporting     | 1            | 1            | 0 | 1 (4) |       |       |
|  | Porto        |              |              | 1            | 0 | 1 (4) |       |       |
|  | Sporting     | 0            | 1            | 1 (5)        |   |       |       |       |

## Meias-Finais
Participaram nesta eliminatória as 4 equipas apuradas da eliminatória anterior. O sorteio teve lugar no dia 18 de dezembro de 2017, sem qualquer restrição. Os jogos foram disputados a 2 mãos, sendo a 1ª mão disputada a 7 e 28 de fevereiro de 2018 e a 2ª mão a 18 de abril de 2018. Após a introdução do video-árbitro na final da Taça de Portugal da época anterior, esta época conta também com o vídeo-árbitro nas meias-finais.
| I Liga | II Liga | CP     | Distritais | Total   |
| ------ | ------- | ------ | ---------- | ------- |
| 3 / 18 | 0 / 15  | 1 / 79 | 0 / 41     | 4 / 153 |

### Primeira mão
| Dia do jogo     | Visitado | Div | Res | Div | Visitante |
| --------------- | -------- | --- | --- | --- | --------- |
| 7 de fevereiro  | Porto    | I   | 1–0 | I   | Sporting  |
| 28 de fevereiro | Aves     | I   | 1–0 | CP  | Caldas    |

a.p. - após prolongamento; g.p. - grandes penalidades; negrito - vencedor da eliminatória

### Segunda mão
| Dia do jogo | Visitado | Div | Res            | Div | Visitante |
| ----------- | -------- | --- | -------------- | --- | --------- |
| 18 de abril | Sporting | I   | 1–0 (5-4 g.p.) | I   | Porto     |
| 18 de abril | Caldas   | CP  | 1–2 (a.p.)     | I   | Aves      |

a.p. - após prolongamento; g.p. - grandes penalidades; negrito - vencedor da eliminatória

## Final
A Final foi disputada a 20 de maio de 2018 no Estádio Nacional.
| 20 de maio de 2018 | Aves                     | 2 – 1 | Sporting          | Estádio Nacional do Jamor, Oeiras  |
| 17:15              | Alexandre Guedes 16' 72' |       | Fredy Montero 85' | Árbitro: Tiago Martins (AF Lisboa) |

## Campeão
| Taça de Portugal 2017–18 |
| ------------------------ |
| Aves (1º Título)         |